# Pierre-Paul Grassé
Pierre-Paul Grassé (né le 27 novembre 1895 à Périgueux et mort le 9 juillet 1985 à Carlux en Dordogne) est un zoologiste français, auteur de plus de 300 publications, dont un important Traité de zoologie.

## Biographie

### Les années de formation
Il commence ses études à Périgueux où ses parents tiennent un commerce. Il part ensuite étudier la médecine à l’université de Bordeaux et poursuit simultanément des études en sciences biologiques. Il suit notamment les cours de l’entomologiste Jean de Feytaud (1881-1973). Mobilisé en 1915, durant la Première Guerre mondiale, il doit interrompre ses études et termine la guerre comme médecin militaire auxiliaire.
Il reprend ses études à Paris mais s’oriente définitivement vers les sciences. Il obtient sa licence en Biologie et fréquente le laboratoire d’Étienne Rabaud (1868-1956). Il abandonne sa préparation pour l’agrégation afin d'accepter un poste de préparateur à l’École nationale supérieure agronomique de Montpellier (1921), dont le département de zoologie est occupé par le biologiste François Picard (1879-1939). Il y fréquente plusieurs phytogéographes comme Charles Henri Marie Flahault (1852-1935), Josias Braun-Blanquet (1884-1980), Georges Kuhnholtz-Lordat (1888-1965) et Marie Louis Emberger (1897-1969).
Il devient l’assistant de Octave Duboscq (1868-1943) qui oriente le jeune Grassé vers l’étude des protozoaires parasites. Après le départ de Duboscq pour Paris, Grassé travaille pour Eugène Bataillon (1864-1953) et découvre les techniques de l’embryologie expérimentale.
En 1923, Grassé est chargé de conférences et contribue au développement du département d’entomologie. En 1926, il devient le sous-directeur de l’École supérieure de sériciculture. En 1926, il soutient sa thèse, Contribution à l'étude des flagellés parasites, qui sera publiée dans les Archives de zoologie expérimentale et générale.

### L’enseignement et la recherche
En 1929, il devient professeur de zoologie de l'université de Clermont-Ferrand. C’est grâce à son action que la station biologique de Besse-en-Chandesse est fondée. Il dirige les thèses de plusieurs étudiants sur des insectes. Parmi ses élèves, il faut citer notamment Odette Tuzet (1906-1976) et André Hollande (1913-1998). Il fait la première de ses missions en Afrique en 1933-1934. Il retournera plusieurs fois sur ce continent (1938-1939, 1945, 1948), voyages qui lui permettent d’étudier le comportement des termites dont il devient l’un des grands spécialistes.
En 1935, il devient maître de conférences à la Faculté des sciences de Paris, professeur en 1941. Il y côtoie notamment Germaine Cousin (1896-1992) et reçoit le prix Gadeau de Kerville de la Société entomologique de France pour ses travaux sur les orthoptères et les termites. Il préside en 1939 la Société zoologique de France et en 1941 la Société entomologique de France.
Après avoir été brièvement mobilisé à Tours, il est affecté, en 1940, à la chaire de zoologie et d’évolution des êtres organisés où il succède à Maurice Caullery (1868-1958). Il est titulaire de la chaire d'Évolution des êtres organisés à la Sorbonne de 1941 à 1967,. Grassé y exerce une action dynamique notamment en participant à la création d’un laboratoire de microscopie électronique, de la station de biologie aux Eysies-de-Tayac-Sireuil, d’un centre d’étude des primates à Makokou au Gabon, d’un centre pour l’étude de la faune sauvage à Chizé.
Grassé est élu membre de l'Académie des sciences le 29 novembre 1948 dans la section anatomie et zoologie et préside l’institution pour l'année 1967. En 1976, il passe dans la nouvelle section de biologie animale et végétale. Il fait graver le mot connaître sur son épée d’académicien.
Grassé reçoit de nombreux honneurs durant sa vie : commandeur de la Légion d'honneur, docteur honoris causa des universités de Bruxelles, de Bâle, de Bonn, de Gand, de Madrid, de Barcelone et de São Paulo. Il est aussi membre de diverses sociétés savantes dont l’Académie des sciences de New York, l’Académie royale des sciences, des lettres et des beaux-arts de Belgique, etc.

### Un grand patron de sciences
Il joue entre 1940 et 1970 un rôle majeur dans la promotion et l'avancement des recherches zoologiques en France. La relance vers 1960 de l'étude des vertébrés, qui était tombée au plus bas entre les deux dernières guerres, lui est due pour une grande part. Bien que peu attiré personnellement par les oiseaux, il percevait parfaitement l'intérêt de l'ornithologie pour les études de comportement et d'évolution. Aussi soutint-il efficacement cette discipline. Son action se traduisit par l'édition du tome XV du Traité de zoologie consacré aux oiseaux, le lancement de programmes de recherches ornithologiques tropicales, le recrutement d'ornithologues professionnels dans le cadre du CNRS et par un soutien sans faille, jusqu'à la dernière année de sa vie, à Alauda, revue internationale d'ornithologie.
Il est l'un des premiers à utiliser la microscopie électronique pour étudier l'ultrastructure des protozoaires. Dans le domaine des invertébrés, il soutient un grand nombre d’études. Il contribue à la carrière de jeunes entomologistes de l’Institut national de la recherche agronomique (INRA) dont celles de Lucien Bonnemaison (1912-1981), de Pierre Grison (1912-2000), d’Albert Édouard Couturier (1908-), Francis Chaboussou (1908-1985), de Bernard Hurpin (1924-). Il soutient, au sein de l’INRA, la création de laboratoires spécialisés comme celui sur les insectes sociaux qui sera dirigé par son élève Rémy Chauvin (1913-2009). Outre sa participation au comité scientifique de l’INRA, il participe à diverses commissions du CNRS. Son intérêt pour les insectes sociaux le conduit à créer l’Union internationale pour l'étude des insectes sociaux qui édite la revue Insectes sociaux.
Il meurt le 9 juillet 1985, dans son château de Rouffillac, à Carlux (Dordogne),,,. Il est enterré au cimetière du Nord de Périgueux.

### Les publications
En 1935, il publie un ouvrage de parasitologie générale Parasites et Parasitisme. Il s'agit d'une approche très documentée, originale et synthétique des problèmes de parasitologie en 9 chapitres : définition et modalités du parasitisme, morphologie, cycles, multiplication, physiologie, relations hôtes-parasites, parasitisme intraspécifique, adaptation et évolution.
Grassé commence la parution d’un très vaste projet en 1946 : le Traité de zoologie. Les 38 volumes demanderont près de quarante ans de travail et réuniront les plus grands noms de la zoologie. Ils constituent toujours des références difficilement contournables pour la zoologie des groupes traités. Dix volumes sont consacrés aux mammifères, neuf aux insectes. Outre ce Traité, il dirige chez Masson deux collections : la première, intitulée les Grands problèmes de la biologie, comprendra treize volumes, la seconde, les Précis de sciences biologiques. Avec Andrée Tétry (1907-1992), il rédige les deux volumes consacrés à la zoologie dans la collection de la Bibliothèque de la Pléiade de chez Gallimard. Il supervise l’édition d’un Abrégé de zoologie (deux volumes, Masson).
Il faut signaler particulièrement son Termitologia (1982, 1983, 1984), un ouvrage en trois volumes totalisant plus de 2400 pages. Grassé y rassemble toutes les connaissances disponibles sur les termites. C’est en étudiant les flagellés symbiotiques de termites qu’il commença à étudier leurs hôtes.

Grassé introduit à l’occasion de cette parution le concept de stigmergie :
«  La stigmergie se manifeste dans la termitière, par le fait que le travail individuel de chaque ouvrier constructeur stimule et oriente celui du voisin.  »
Il crée trois revues scientifiques : Arvernia biologica (1932), Insectes sociaux (1953) et Biologia gabonica (1964). Il participait, en outre, à plusieurs autres revues comme les Annales des sciences naturelles et le Bulletin biologique de la France et de la Belgique. Outre ses nombreuses publications scientifiques, il fait paraître plusieurs ouvrages de vulgarisation comme La Vie des animaux chez Larousse (1968). Il signe également les articles "Évolution" et "Stigmergie" de l'Encyclopædia Universalis.
Grassé est également l’auteur de nombreux ouvrages où il parle de ses conceptions sur l’évolution et la métaphysique comme Toi, ce petit Dieu (Albin Michel, 1971), L’Évolution du vivant, matériaux pour une nouvelle théorie transformiste (Albin Michel, coll. « Sciences d'aujourd'hui », 1973), La Défaite de l’amour ou le triomphe de Freud (Albin Michel, 1976), Biologie moléculaire, mutagenèse et évolution (Masson, 1978), L’Homme en accusation : de la biologie à la politique (Albin Michel, 1980)…
Enfin, Grassé est l’auteur de la préface à la traduction française de l’un des plus beaux pastiches de l’histoire de la zoologie. Il fait paraître en 1962, chez Masson, un livre intitulé La Biologie des rhinogrades, d'après un original allemand. Les rhinogrades forment, selon cet ouvrage, un groupe de vertébrés, aujourd’hui disparus à la suite d'un cataclysme ayant détruit la seule île où ils vivaient. Ces vertébrés insectivores se caractérisent par un nez proéminent ayant plusieurs usages : piège odoriférant pour les insectes, appareil locomoteur, etc.

### Le néo-lamarckisme en France
Grassé appartient à la tradition française du lamarckisme. Il occupe la chaire de biologie de l’évolution de la faculté de Paris dont les deux prédécesseurs, Alfred Giard (1846-1908) et Maurice Caullery (1868-1958), étaient tous deux déjà des partisans du lamarckisme. Ce n’est qu’après la retraite de Grassé que cette chaire est occupée en 1967 par un partisan du darwinisme, Charles Bocquet (1918-1977).
L’action en faveur de Lamarck se traduit par l’organisation d’un congrès international à Paris en 1947 sous l’égide du CNRS sous le thème de « paléontologie et transformisme » dont les actes paraissent en 1950 chez Albin Michel. Il réunit nombre des plus grandes autorités françaises ; outre Grassé, y participèrent Lucien Cuénot (1866-1951), Pierre Teilhard de Chardin (1881-1955), René Jeannel (1879-1965), Maurice Caullery... Ceux-ci s’étaient alors opposés à des tenants du néo-darwinisme, brillants biologistes également, comme John Burdon Sanderson Haldane (1892-1964) et George Gaylord Simpson (1902-1984). Grassé fait l’éloge de Lamarck d’autres façons comme dans un article de l’Encyclopædia Universalis  en affirmant que Lamarck a été injustement calomnié et qu’il doit être réhabilité.
Grassé a présenté ses principaux arguments contre le darwinisme, sans pour autant proposer une théorie nouvelle, dans son ouvrage L'évolution du vivant, matériaux pour une nouvelle théorie transformiste (1973). Contre l'idée selon laquelle l'évolution des êtres vivants est le produit de la sélection naturelle et des changements qui surviennent dans l'environnement, il met en avant les espèces panchroniques, c'est-à-dire les espèces qui ont arrêté d'évoluer à un moment donné et qui sont restées à peu près telles quelles jusqu'à nos jours malgré de grandes modifications géologiques, climatiques, etc. (il en donne de nombreux exemples dans Les formes panchroniques et les arrêts de l'évolution, p. 133). Ainsi, l'évolution est pour lui un processus qui n'est pas nécessaire, il ne s'effectue pas sous la contrainte des forces physiques extérieures à l'être vivant (cf. La nécessité-utilité n'est pas le primus movens de l'évolution biologique, p. 302). Pour l'expliquer, il pense qu'il faut donner la priorité à la dynamique interne propre aux êtres vivants. À partir de là et de l'examen des archives fossiles, il en conclut que l'évolution est orientée (et non dirigée comme l'avance l'orthogénèse, qu'il critique) vers un accroissement de la complexité des êtres vivants. Ainsi, il se situe sur le terrain du néo-lamarckisme qui tient les rênes de l’Université française. Son ouvrage est .
En 1979, il participe, selon Alain de Benoist, à la rédaction sous le pseudonyme collectif de « Maiastra » de Renaissance de l'Occident ?, paru chez Plon.
Certains auteurs comme Marcel Blanc expliquent les raisons de ce fort enracinement des biologistes français en faveur de Lamarck non pour des raisons simplement patriotiques mais plus par le contexte historique et social : la culture catholique favorisant l’adhésion au lamarckisme, tandis que la culture protestante favoriserait quant à elle l’adhésion au darwinisme.

### Liste partielle des publications
- 1935 : Parasites et parasitisme, Armand Colin (Paris) : 224 p.
- 1935 : avec Max Aron (1892-1974), Précis de biologie animale, Masson (Paris) : viii + 1016 p. – deuxième édition revue et corrigée en 1939, troisième édition en 1947, quatrième édition en 1948, cinquième édition en 1957, septième édition en 1962, huitième édition en 1966.
- 1960 : « Lamarck, Wallace et Darwin », dans Revue d’histoire des sciences, t. 13, p. 73-79.
- 1963 : avec A. Tétry, Zoologie, deux volumes, Gallimard (Paris), collection encyclopédie de la Pléiade : xx + 1244 p. et xvi + 1040 p.
- 1971 : Toi, ce petit dieu ! essai sur l'histoire naturelle de l'homme, Albin Michel (Paris), coll: « Les savants et le monde » : 288 p.
- 1973 : L'évolution du vivant, matériaux pour une nouvelle théorie transformiste, Albin Michel (Paris) : 477 p.
- 1978 : Biologie moléculaire, mutagenèse et évolution, Masson (Paris) : 117 p.  (ISBN 2-225-49203-4)
- 1980 : L'Homme en accusation : de la biologie à la politique, Albin Michel (Paris) : 354 p.  (ISBN 2-226-01054-8)

### Sources
: document utilisé comme source pour la rédaction de cet article.

#### Sources principales
- Paul Pesson (1985). Hommage à Pierre-Paul Grassé (1895-1985), Professeur honoraire à l’Université de Paris, Membre de l’Académie des Sciences, Bulletin de la Société entomologique de France, 90 (9-10) : i-vii.  (ISSN 0037-928X)
- Jean Lhoste (1987). Les Entomologistes français. 1750-1950, INRA Éditions et OPIE : 351 p. [244-247]

#### Sources secondaires
- Marcel Blanc (1990). Les Héritiers de Darwin. L’évolution en mutation, Seuil (Paris), collection Science ouverte : 270 p.  (ISBN 2-02-012510-2)
- (en) Rémy Lestienne et Roxanne Lapidus (2000). Chance, Progress and complexity in Biological Evolution, SubStance, 29 (1), 91 : 39-55.  (ISSN 0049-2426)
- Charles Noirot (1985). À la mémoire du professeur Pierre-Paul Grassé (1895-1985), Insectes sociaux, 32 (4) : 331-334.  (ISSN 0020-1812)